# Neophylax nacatus
Neophylax nacatus är en nattsländeart som beskrevs av Donald G. Denning 1941. Neophylax nacatus ingår i släktet Neophylax och familjen Uenoidae. Inga underarter finns listade i Catalogue of Life.